# Pascal Dupraz
Pour les articles homonymes, voir Dupraz.
Pour l’article ayant un titre homophone, voir Pascal Duprat.
Pascal Dupraz, né le 19 septembre 1962 à Annemasse (Haute-Savoie), est un footballeur puis entraîneur français. Il évolue au poste d'attaquant du début des années 1980 au début des années 1990.
Formé au FC Sochaux-Montbéliard, il joue ensuite notamment au CS Thonon, au FC Brest Armorique, au SC Toulon avant de terminer sa carrière professionnelle au FC Gueugnon.
Reconverti entraîneur, il fait l'essentiel de sa carrière au FC Gaillard qu'il fait passer des championnats régionaux à la Ligue 1 sous le nom d'Évian Thonon Gaillard Football Club (alternativement en tant qu'entraîneur et directeur sportif). Il quitte l'ETG en 2015 alors que le club est relégué en deuxième division et en proie à des polémiques qui mèneront à sa disparition du monde professionnel. En 2016, il est recruté par le Toulouse Football Club afin de maintenir le club en Ligue 1, ce qu’il parvient à faire lors de la dernière journée. Il quitte le club fin janvier 2018 en raison de récurrents problèmes de santé qui l'éloignent des terrains pendant plusieurs mois.
Il entraîne ensuite le Stade Malherbe Caen en Ligue 2 d'octobre 2019 à mars 2021, puis l’AS Saint-Étienne de décembre 2021 à juin 2022.
À partir de 2015, lorsqu'il n'est pas en poste dans un club, il se fait connaître en tant que consultant dans différents médias (groupe TF1, groupe Canal +, Prime Video).

## Biographie

### Carrière de joueur
En 1977, alors joueur de l'US Marnaz, Pascal Dupraz termine septième du concours national du jeune footballeur, remporté par Fabrice Poullain.
Pascal Dupraz est formé au FC Sochaux. Il évolue ensuite au CS Thonon, au Brest Armorique, au FC Mulhouse, au SC Toulon et au FC Gueugnon. Il a joué 220 matches en professionnel (dont 180 en Ligue 1) pour 24 buts inscrits.

### Carrière d'entraîneur et de dirigeant

#### Arrivée au FC Gaillard (1991-1993)
En 1991 alors qu'il est en train de terminer sa carrière professionnelle, les dirigeants du modeste club du Football Club de Gaillard, ville de la banlieue d'Annemasse située dans son département natal de la Haute-Savoie, le contactent pour lui exprimer leur désir de le voir terminer sa carrière de joueur dans leur club, dont l'équipe première évolue en championnat de Division d'honneur régional (deuxième niveau régional de la Ligue Rhône-Alpes et sixième niveau national). Pascal Dupraz accepte la proposition, d'autant plus que celle-ci s'accompagne également d'une offre d'emploi pour un poste d'agent d'entretien au Palais des Nations de l'ONU, situé dans la toute proche ville de Genève en Suisse, où Maryan Baquerot, co-président du club, est directeur des ressources humaines.
D'abord joueur, sous les ordres de l'entraîneur Jacky Veggia, Pascal Dupraz participe à la montée du club en division d'honneur - plus haut niveau régional et sixième niveau national - en 1993.

#### Premières années d'entraîneur au niveau régional  (1993-2003)
En 1993, après la montée du FC Gaillard en division d'honneur, il est nommé entraîneur-joueur.
En 1999, après six saisons en DH où le club parvient à s'attirer les meilleurs joueurs locaux (notamment grâce à l'atout des emplois à l'ONU), Pascal Dupraz parvient à hisser le club en championnat de France amateur 2 (CFA 2, cinquième niveau national).
En 2000, Pascal Dupraz termine sa carrière de joueur pour se consacrer à ses activités d'entraîneur.
En 2002, le club se promeut dans la division supérieure, le championnat de France amateur (quatrième niveau national) en finissant troisième de son groupe de CFA 2.

#### Football Croix-de-Savoie 74: succès et déceptions (2003-2006)
En 2003, Pascal Dupraz est actif dans la création d'une nouvelle entité à vocation fédératrice de l'ensemble des Pays de Savoie, autour d'un projet de développement d'un club de football aux ambitions nationales et professionnelles. Cela passe d'abord par la fusion avec le club de la ville voisine de Ville-la-Grand. La fusion du FC Gaillard et du FC Ville-la-Grand est effective en juillet 2003.
À l'époque, la personnalité de Pascal Dupraz crée parfois la controverse. La fusion, et le rôle de Pascal Dupraz dans cette dernière, est remise en cause par d'autres figures du football local, tout comme son comportement en tant qu'entraîneur dans les vestiaires comme sur le bord du terrain. Ce caractère enclin à créer la controverse étant assumé par Pascal Dupraz lui-même.
En 2004, le nouveau club, nommé Football Croix-de-Savoie 74, devient champion de France amateur et se promeut en troisième division nationale, le championnat de France de National.
En 2005, malgré des problèmes internes qui mettent en danger le club, qui ne parvient pas à sortir complètement gagnant de la fusion, le Football Croix-de-Savoie 74 se maintient en National. Mais l'année suivante, en 2006, le Football Croix-de-Savoie 74, toujours entraîné par Pascal Dupraz est relégué en CFA, au terme d'une saison extrêmement compliquée notamment sur le plan financier, puisque le club frôle la faillite et Pascal Dupraz lui-même, ainsi que d'autres personnalités, mettent leur propre argent en jeu pour que le club puisse au moins terminer la saison.

#### Ambitions retrouvées: vers la création de l'Évian TG (2006-2009)
En 2006, après la relégation en CFA, le club parvient à se sauver financièrement (grâce à une souscription locale), mais, lassé un temps par le poste d'entraîneur à l'issue de cette saison difficile, Pascal Dupraz prend temporairement la fonction de directeur sportif. À cette époque ont lieu les premiers contacts entre les dirigeants du club savoyard, au premier rang desquels Pascal Dupraz, et Franck Riboud, président du groupe agroalimentaire Danone, fortement implanté dans la région. Plusieurs rencontres ont lieu, notamment sous l'impulsion de Patrick Trotignon, dirigeant dans le secteur du football, connaissance commune des deux hommes, en présence de responsables politiques mais également de représentants de Zinédine Zidane, ami de Franck Riboud.
La volonté du groupe Danone, et de Franck Riboud à titre individuel, est de faire grandir le club en utilisant son propre réseau, pour ce qui concerne non seulement les compétences managériales (arrivées successives de Boubacar Macalou, salarié du groupe Danone, puis de Patrick Trotignon au poste de président), les apports financiers (arrivée d'investisseurs par leur entremise) mais également son rayonnement national et international. Les dirigeants du club, dont Pascal Dupraz, acceptent alors une exigence de Riboud qu'est la fusion du Football Croix-de-Savoie 74 avec le club de la ville de Thonon, l'Olympique Thonon Chablais, club plus proche du lieu d'implantation du groupe Danone (qu'est la région d'Évian-les-Bains), au passé et aux infrastructures les plus prestigieux de la région (histoire en deuxième division nationale dans les années 1980 et plus grand stade de la localité). Le nouveau club, issu de cette nouvelle fusion, est d'abord nommé : Olympique Croix-de-Savoie 74. À l'issue d'une marche rapide, de quelques années, vers la professionnalisation du club, une nouvelle SASP est créée à l'été 2009, et par là même le club voit son capital augmenté, et son nom modifié, comportant dès lors celui de la ville la plus connue de la région (grâce à la marque d'eau en bouteille du même nom) : Évian Thonon Gaillard Football Club.
Cet épisode de l'histoire du club est critiqué par plusieurs voix au niveau local, voire au sein même des supporters et anciennes figures historiques du club, reprochant parfois à Pascal Dupraz le « vol du club », par l'intermédiaire de Danone, pour des raisons de valorisation personnelle.
Entre-temps, en 2007, Pascal Dupraz est rappelé au poste d'entraîneur par ses dirigeants, dans l'optique de la remontée en National, objectif non atteint par Laurent Croci à qui l'on avait confié l'équipe l'année précédente. En fin de saison, le club est une nouvelle fois champion de France amateur et remonte en troisième division deux ans après l'avoir quittée.
Pascal Dupraz reste l'entraîneur du club jusqu'à la fin de la saison suivante à l'issue de laquelle le club finit à la cinquième place. Il est alors remplacé par Stéphane Paille et reprend son poste de directeur sportif du nouvel Évian Thonon Gaillard FC en 2009.

#### Redécouverte du haut-niveau: nouveaux succès et nouvelles déceptions (2009-2015)
D'abord directeur sportif de l'Évian Thonon Gaillard FC lors de la création du club en 2009, l'équipe première est successivement championne de National et de Ligue 2, se promouvant en Ligue 1. Lors de la deuxième saison du club à ce niveau, il en est nommé entraîneur le 3 septembre 2012, en lieu et place de Pablo Correa démis de ses fonctions. L'équipe entraînée par Pascal Dupraz connaît cette saison-là un beau parcours en coupe de France puisqu'elle en atteint la finale après avoir notamment éliminé le Paris Saint-Germain en quart-de-finale. En championnat, l'équipe obtient son maintien à deux journées de la fin de la saison.
Il enchaîne avec la saison suivante, où le club termine à la 14e place du championnat avec 44 points, soit le meilleur bilan de ses trois dernières années passées au poste d'entraîneur. L'équipe parvient également à atteindre les quarts de finale de la Coupe de la Ligue.
Cependant, lors de la saison 2014-2015, le club, en plus de ne pas dépasser les seizièmes de finales en Coupe de France et en Coupe de la Ligue, ne termine que 18e en championnat et est donc relégué en Ligue 2. En juin 2015, Pascal Dupraz est convoqué pour un entretien préalable à un licenciement, pour « faute grave » en même temps que son fils Julian, directeur des services du club. Il est officiellement licencié le 30 juin 2015.

#### Nouveau départ: Toulouse FC (2016-2018)
Le 1er mars 2016, il devient l'entraîneur du Toulouse Football Club qui évolue en Ligue 1, signant un contrat de deux ans et demi. Au moment de sa signature, Toulouse a dix points de retard sur le premier club non-relégable, et ce à dix matchs de la fin du championnat. Dès son arrivée, les résultats et la qualité de jeu de l'équipe s'améliorent. L'équipe commence par faire un match nul contre l'Olympique de Marseille au Stade Vélodrome, et ce malgré l'absence sur le banc de Pascal Dupraz, alors hospitalisé en raison d'un malaise. Le TFC signe ensuite deux victoires par un score de 4-0 contre les Girondins de Bordeaux et le Sporting Club de Bastia, ainsi qu'un match victorieux contre l'Espérance sportive Troyes Aube Champagne (1-0), lors de l'avant dernière journée, victoire qui fait sortir le club de la zone de relégation pour la première fois depuis le mois d'octobre, au détriment du Stade de Reims et du Gazélec Ajaccio.
Le dernier match de la saison est un ascenseur émotionnel pour le TFC et ses supporters. Le club est alors à égalité de points avec le Stade de Reims, le premier relégable, mais possède une meilleure différence de buts. Il doit gagner face à l'Angers sporting club de l'Ouest pour être sûr d'assurer son maintien. Dès la 11e minute de jeu, l'équipe encaisse un premier but. Au terme d'une première mi-temps ratée à l'image d'un pénalty manqué de Martin Braithwaite, le score est donc de 1-0 en faveur des Angevins. À la sortie des vestiaires, l'équipe montre un meilleur visage et égalise par un but de Wissam Ben Yedder à la 58e minute (1-1). Quatre minutes plus tard, le SCO reprend l'avantage (2-1). Dans le même temps, le Stade de Reims mène contre l'Olympique lyonnais, entraînant virtuellement la relégation du Toulouse FC en Ligue 2. Le match bascule alors et, en deux minutes, Martin Braithwaite et Yann Bodiger marquent en faveur de Toulouse, portant ainsi le score à trois buts à deux. Au bout du temps réglementaire, cette victoire permet au TFC de se maintenir en Ligue 1, réalisant un exploit inédit en parvenant à remonter avec succès un déficit de dix points sur le premier non-relégable à dix journées de la fin du championnat.
Le maintien en Ligue 1 du club prolonge automatiquement le contrat de Pascal Dupraz, le liant au Toulouse Football Club pour une année supplémentaire, le portant à trois ans et demi.
Le 22 janvier 2018, à la suite d'une série de résultats décevants, d'une dix-neuvième place au classement, et de ses problèmes de santé récurrents, Pascal Dupraz et Olivier Sadran ont décidé de mettre un terme à leur collaboration.
Le 12 juin 2018 paraît Une saison avec Pascal Dupraz - Leçons de leadership, livre préfacé par Didier Deschamps qu'il a coécrit avec Frédéric Rey-Millet, et dans lequel il relate sa saison passée à entraîner le TFC. Le livre rapporte des révélations et des anecdotes sur les coulisses du club, notamment sur certains joueurs et sur le directeur sportif du club, Dominique Arribagé.

#### Stade Malherbe Caen (2019-2021)
Le 1er octobre 2019 il s’engage avec le SM Caen avec comme objectif de terminer dans les cinq premiers de Ligue 2. Le club termine finalement sa première saison à une décevante 13e place. Le 23 mars 2021, le club annonce son licenciement après le match nul (2-2) du week-end face à LB Châteauroux, une 14e place au classement et après n'avoir gagné qu'un seul match en championnat depuis décembre 2020. Fabrice Vandeputte lui succède en intérim.

#### AS Saint-Étienne (2021-2022)
Le 14 décembre 2021, il s’engage avec l'AS Saint-Étienne jusqu'au 30 juin 2022, avec comme objectif de maintenir le club afin d’éviter une relégation en Ligue 2.
Malgré une 18e place au classement, Pascal échoue sa mission maintien dans le Forez en s'inclinant lors des barrages contre le troisième de Ligue 2, l'AJ Auxerre. Son départ est confirmé par le directeur exécutif de l'ASSE Jean-François Soucasse, le 1er juin 2022.
À la suite de la relégation du club stéphanois, il est remplacé par Laurent Batlles, un ancien joueur des verts qui a été entraineur de l'équipe réserve et adjoint de Christophe Galtier ; et qui a promu et fait champion de Ligue 2 le club de Troyes la saison précédente.

#### Dijon FCO (2023)
Le 3 avril 2023, il est nommé entraineur principal du Dijon FCO, alors 19e de Ligue 2, à 7 points du premier non-relégable. Malgré une belle remontée au classement, Dupraz ne parvient pas à maintenir le club bourguignon en deuxième division à l'issue de la saison. 
Il quitte le club après la relégation.

##### Fontenay-le-Vicomte (2024)
Sans club depuis, l’entraîneur savoyard a accepté un retour aux sources. Contacté par France 3, il tente de relever une autre mission complexe : sauver de la relégation l’AS Fontenay-le-Vicomte, engagée en division loisirs de l’Essonne. Dans le rôle d’un Philippe Etchebest d’un club de football, il tente d’instaurer un minimum de sérieux et d’exigence au milieu d’une bande de joueurs hauts en couleur.

### Activités médiatiques
Durant la saison 2015-2016, il est consultant pour l'émission de télévision J+1 diffusée sur Canal+ Sport, avant d'être engagé par le Toulouse Football Club.
En mars 2018, il est recruté par TF1 pour analyser les rencontres de la Coupe du monde de football 2018 sur les différentes antennes du groupe. Il participe au Mag de la Coupe du Monde présenté par Denis Brogniart sur TF1 ainsi qu'aux différentes émissions diffusées sur LCI. Il commente son premier match de football le 26 mars 2018, à l'occasion d'une rencontre amicale entre les Pays-Bas et le Portugal diffusée sur TFX, un match qui a réuni une moyenne de 751 000 téléspectateurs.
Durant le mondial 2018, il est également consultant pour Sud Radio.
En août 2018, il fait son retour sur les antennes du groupe Canal+. Il participe notamment aux émissions Canal Football Club et Jour de foot.
Depuis juillet 2020, il est ambassadeur du Team BDS, une équipe professionnelle suisse d'eSport.
En 2020-2021, il participe au talk-show Les Grandes Gueules du sport sur RMC.
D'août à décembre 2021, il est consultant sur Prime Video pour commenter le championnat de France.

## Prises de position régionalistes
Pascal Dupraz a rappelé à plusieurs reprises l'importance qu'il donne à ses racines savoyardes et à l'affirmation d'une identité spécifique. Ainsi lors du décès en 2013 du militant indépendantiste Patrice Abeille, fondateur de la Ligue savoisienne pour laquelle Joseph Dupraz, père de Pascal Dupraz, fut candidat à de nombreuses élections, celui-ci lui rend hommage sur le plateau de TV8 Mont-Blanc : « Il était le défenseur d'une bonne cause, d'une Savoie différente, souveraine. J'ai assisté à certains de ses meetings, il avait de très bonnes idées basées sur l'Histoire, la vraie ». L'année suivante, à l'occasion d'une interview, il affirme qu'il est avant tout Savoisien, faisant réagir la classe politique locale. Au cours d'une interview accordée à l'émission télévisée Canal Football Club, Dupraz affirme ne pas avoir voté à l'élection présidentielle française de 2017 ne se considérant pas français en militant par la même occasion pour l'indépendance de la Savoie.

## Statistiques

### Joueur
| Saison                | Club                   | Championnat           | Championnat | Championnat | Coupe(s) nationale(s) | Coupe(s) nationale(s) | Total | Total |
| Saison                | Club                   | Division              | M.          | B.          | M.                    | B.                    | M.    | B.    |
| 1980-1981             | FC Sochaux-Montbéliard | D1                    | 4           | -           | -                     | -                     | 4     | 0     |
| 1981-1982             | CS Thonon              | D2                    | 27          | 5           | 4                     | -                     | 31    | 5     |
| 1982-1983             | FC Brest Armorique     | D1                    | 2           | -           | 1                     | -                     | 3     | 0     |
| 1983-1984             | FC Brest Armorique     | D1                    | 27          | 6           | 1                     | -                     | 28    | 6     |
| 1984-1985             | FC Brest Armorique     | D1                    | 31          | 6           | 3                     | 1                     | 34    | 7     |
| 1985-1986             | FC Brest Armorique     | D1                    | 10          | 1           | 1                     | -                     | 11    | 1     |
| Sous-total            | Sous-total             | Sous-total            | 70          | 13          | 6                     | 1                     | 76    | 14    |
| 1986-1987             | FC Mulhouse            | D2                    | 31          | 3           | 2                     | -                     | 33    | 3     |
| 1987-1988             | SC Toulon              | D1                    | 8           | 1           | 2                     | -                     | 10    | 1     |
| 1988-1989             | SC Toulon              | D1                    | 20          | -           | 5                     | -                     | 25    | 0     |
| Sous-total            | Sous-total             | Sous-total            | 28          | 1           | 7                     | 0                     | 35    | 1     |
| 1989-1990             | FC Gueugnon            | D2                    | 9           | -           | 3                     | -                     | 12    | 0     |
| 1990-1991             | FC Gueugnon            | D2                    | 28          | 2           | 4                     | -                     | 32    | 2     |
| Sous-total            | Sous-total             | Sous-total            | 37          | 2           | 7                     | 0                     | 44    | 2     |
| Total sur la carrière | Total sur la carrière  | Total sur la carrière | 197         | 24          | 26                    | 1                     | 223   | 25    |

## Palmarès

### Joueur
- Champion de division d'honneur régionale (Rhône-Alpes) en 1991-92 (poule B) avec le FC Gaillard.
- Vice-champion de division d'honneur régionale (Rhône-Alpes) en 1992-93 (poule B) avec le FC Gaillard.

### Entraîneur
- Finaliste de la Coupe de France en 2013 avec le Évian Thonon Gaillard FC.
- Champion de France amateur en 2003-2004 avec le Football Croix-de-Savoie 74, puis en 2007-2008 avec l'Olympique Croix-de-Savoie 74.
- Champion de Division d'Honneur (Rhône-Alpes) en 1998-99 avec le Football Club de Gaillard.
- Vice-champion de Division d'honneur (Rhône-Alpes) en 1994-95 avec le FC Gaillard.

## Publication
- Pascal Dupraz et Frédéric Rey-Millet, préface de Didier Deschamps, Une saison avec Pascal Dupraz - Leçons de leadership, Paris, Alisio, 2018, 317 p., broché, 14,5 × 22,5 cm  (ISBN 979-10-92928-74-7)